# Amelia Denis de Icaza
Amelia Denis de Icaza è un comune (corregimiento) della Repubblica di Panama situato nel distretto di San Miguelito, provincia di Panama, di cui è capoluogo. Si estende su una superficie di 3,8 km² e conta una popolazione di 38.397 abitanti (censimento 2010).